# Svezia ai Giochi della IX Olimpiade
La Svezia partecipò ai Giochi della IX Olimpiade, svoltisi ad Amsterdam, Paesi Bassi, dal 28 luglio al 12 agosto 1928,  
con una delegazione di 101 atleti, di cui 13 donne, impegnati in 11 discipline,
aggiudicandosi 7 medaglie d'oro, 6 medaglie d'argento e 12 medaglie di bronzo.

## Medagliere

### Per discipline
| Sport              | Oro | Argento | Bronzo | Totale |
| ------------------ | --- | ------- | ------ | ------ |
| Lotta libera       | 2   | 0       | 0      | 2      |
| Atletica leggera   | 1   | 2       | 4      | 7      |
| Lotta greco-romana | 1   | 1       | 0      | 2      |
| Pentathlon moderno | 1   | 1       | 0      | 2      |
| Nuoto              | 1   | 0       | 1      | 2      |
| Vela               | 1   | 0       | 1      | 2      |
| Equitazione        | 0   | 1       | 2      | 3      |
| Pugilato           | 0   | 1       | 1      | 2      |
| Ciclismo           | 0   | 0       | 2      | 2      |
| Tuffi              | 0   | 0       | 1      | 1      |
| Totale             | 7   | 6       | 12     | 25     |

### Medaglie
| Medaglia | Atleta                                                                                 | Sport              | Evento                           |
| -------- | -------------------------------------------------------------------------------------- | ------------------ | -------------------------------- |
| Oro      | Erik Lundqvist                                                                         | Atletica leggera   | Lancio del giavellotto           |
| Oro      | Thure Sjöstedt                                                                         | Lotta libera       | Pesi medio-massimi               |
| Oro      | Johan Richthoff                                                                        | Lotta libera       | Pesi massimi                     |
| Oro      | Rudolf Svensson                                                                        | Lotta greco-romana | Pesi massimi                     |
| Oro      | Arne Borg                                                                              | Nuoto              | 1500 metri stile libero maschili |
| Oro      | Sven Thofelt                                                                           | Pentathlon moderno | Maschile                         |
| Oro      | Sven Thorell                                                                           | Vela               | Dinghy 12 piedi                  |
| Argento  | Erik Byléhn                                                                            | Atletica leggera   | 800 metri piani maschili         |
| Argento  | Ossian Skiöld                                                                          | Atletica leggera   | Lancio del martello              |
| Argento  | Ragnar Olson Janne Lundblad Carl Bonde                                                 | Equitazione        | Dressage a squadre               |
| Argento  | Erik Malmberg                                                                          | Lotta greco-romana | Pesi piuma                       |
| Argento  | Bo Lindman                                                                             | Pentathlon moderno | Maschile                         |
| Argento  | Nils Ramm                                                                              | Pugilato           | Pesi massimi                     |
| Bronzo   | Edvin Wide                                                                             | Atletica leggera   | 5000 metri piani                 |
| Bronzo   | Edvin Wide                                                                             | Atletica leggera   | 10000 metri piani                |
| Bronzo   | Inga Gentzel                                                                           | Atletica leggera   | 800 metri piani femminili        |
| Bronzo   | Ruth Swedberg                                                                          | Atletica leggera   | Lancio del disco femminile       |
| Bronzo   | Gösta Carlsson                                                                         | Ciclismo           | Corsa individuale                |
| Bronzo   | Gösta Carlsson Erik Jansson Georg Johnsson                                             | Ciclismo           | Corsa a squadre                  |
| Bronzo   | Ragnar Olson                                                                           | Equitazione        | Dressage individuale             |
| Bronzo   | Karl Hansen Carl Björnstjerna Ernst Hallberg                                           | Equitazione        | Salto ostacoli a squadre         |
| Bronzo   | Arne Borg                                                                              | Nuoto              | 400 metri stile libero maschili  |
| Bronzo   | Gunnar Berggren                                                                        | Pugilato           | Pesi leggeri                     |
| Bronzo   | Laura Sjöqvist                                                                         | Tuffi              | Piattaforma femminile            |
| Bronzo   | Carl Sandblom Clarence Hammar John Sandblom Philip Sandblom Tore Holm Wilhelm Törsleff | Vela               | 8 metri                          |